# Choi Yu-hwa
Choi Yu-hwa (en hangul: 최유화; 10 de octubre de 1985) es una actriz surcoreana.

## Carrera
Entró en la industria del entretenimiento después de ganar el concurso de modelaje de la revista de moda CeCi 2005.
Debutó en un Drama Especial "La Gran Gye Choon-bin" (2010), y en la serie de televisión Mi Princesa (2011), llamó la atención por su apariencia y su capacidad interpretativa.
En julio del 2019 se unió al elenco principal de la serie Class of Lies (también conocida como "Mr. Fixed Term"), donde dio vida a la fiscal Cha Hyun-jung, hasta el final de la serie en septiembre del mismo año.
En febrero de 2021 se unió al elenco de la serie River Where the Moon Rises (también conocida como "The Moon Rising River"), donde interpretó a Hae Mo-yong, una espía meticulosa que está decidida a controlar Goguryeo y jugar con él como quiera, hasta el final de la serie el 20 de abril del mismo año.

## Filmografía

### Series de televisión
| Año  | Título                                     | Papel         | Canal | Notas              | Ref.          |
| ---- | ------------------------------------------ | ------------- | ----- | ------------------ | ------------- |
| 2010 | Drama Special "The Great Gye Choon-bin"    | Kim Yang      | KBS2  |                    |               |
| 2011 | My Princess                                | Kang Sun-ah   | MBC   |                    |               |
| 2012 | Take Care of Us, Captain                   | Jang Sa-Rang  | SBS   |                    |               |
| 2012 | Drama Special "Do I Look Like a Pushover?" | Oh Yoo-ni     | KBS2  |                    | [ 5 ]         |
| 2013 | Drama Special Series "Like a Fairytale"    | Kim Myung-je  | KBS2  |                    |               |
| 2017 | Age of Youth 2                             | Moon Hyo-Jin  | JTBC  |                    |               |
| 2018 | Life                                       | Choi Seo-hyun | JTBC  |                    |               |
| 2018 | Mistress                                   | Jin Hye-rim   | OCN   |                    |               |
| 2019 | Class of Lies                              | Gi Moo-hyuk   | OCN   |                    |               |
| 2020 | Mi peligrosa esposa                        | Jin Sun-mi    | MBN   |                    | [ 6 ] [ 7 ]   |
| 2021 | River Where the Moon Rises                 | Hae Mo-yong   | KBS2  |                    | [ 8 ]         |
| 2021 | Bite Sisters                               | Lee Ji-yeon   |       |                    |               |
| 2022 | Jinx's Lover                               |               | KBS2  | Aparición especial | [ 9 ]         |
| 2023 | The Killing Vote                           | Chae Do-hee   | SBS   |                    | [ 10 ] [ 11 ] |
| 2024 | Doubt                                      | Kim Seong-hee | MBC   |                    | [ 12 ]        |

### Cine
| Año  | Título                  | Rol             |
| ---- | ----------------------- | --------------- |
| 2012 | Love Fiction            | Min-ji/Veronica |
| 2012 | Love Call               | So-young        |
| 2013 | My Dear Girl, Jin-young | Kim Ja-young    |
| 2015 | C'est si bon            | actriz          |
| 2015 | Love Never Fails        | Jung-hye        |
| 2016 | The Truth Beneath       | Son So-ra       |
| 2016 | Worst Woman             | Hyun-kyung      |
| 2016 | The Age of Shadows      | Kim Sa-Hee      |
| 2019 | Tazza: One Eyed Jack    | Madonna         |
| 2022 | The Man Only I Can See  | Jeong In        |

### Programas de variedades
| Año  | Título      | Canal | Notas                 |
| ---- | ----------- | ----- | --------------------- |
| 2019 | Running Man | SBS   | (ep. #465) - invitada |